# Arbeiterstrich
Arbeiterstrich oder Arbeitsstrich bezeichnet einen lokalen Punktmarkt in einer Stadt an einem Straßenabschnitt, an dem Wanderarbeiter oder andere arbeitswillige Menschen, überwiegend Männer, zu meist sehr früher Tageszeit darauf warten, von einem potenziellen Arbeitgeber für die Dauer eines oder weniger Tage gegen Entgelt beschäftigt zu werden (Taglöhnerei).
Der Begriff ist eine aktuelle Bezeichnung für eine Gegenbewegung zum staatlich regulierten Arbeitsmarkt in wirtschaftsstarken EU-Ländern.
Der Arbeitsstrich ist für irregulär Aufhältige meist die einzige Möglichkeit, Geld für den Lebensunterhalt zu verdienen.

## Herkunft des Begriffs
Der Begriff stellt einen semantischen Zusammenhang zur Straßenprostitution her. Er suggeriert einen illegalen, zumindest anrüchigen Charakter, zumal sich dort auch Arbeitswillige ohne gültige Meldepapiere anbieten. Im Rahmen der fünften und sechsten Erweiterung der EU (EU-Osterweiterung) sind für Staatsangehörige der EU-Länder die Arbeitsgenehmigungsbedingungen innerhalb der EU-Grenzen schrittweise liberalisiert worden. Als legale Arbeitsimmigranten werden diese EU-Bürger zu „Osteuropäischen Wanderarbeitern“, deren rechtlicher Status in der Bundesrepublik im Vergleich zu Asylsuchenden oder Staatenlosen nicht zweifelsfrei feststeht. Saisonarbeiter und die Inhaber eines Gewerbescheines gelten als Selbstständige  und können legal handwerkliche oder körperliche Dienstleistungen (auf Zeit) anbieten.

## Bedeutung
Der Marktmechanismus aus Arbeitsangebot und Arbeitsnachfrage entfaltet am Arbeiterstrich freies Floaten, das heißt der Preis für Arbeit (Stundenlohn) wird frei vereinbart. Oft per Blickkontakt und der Anzahl der gezeigten Finger entsteht ein Angebot in Euro pro Stunde. Die Arbeitssuchenden, die zuerst zustimmen, erhalten meist für einen Tag Beschäftigung (vgl. Heuer).
Nachfrager auf dem Arbeiterstrich sind Privatleute und Subunternehmer, die einfach qualifizierte Tätigkeiten an Menschen vergeben, die leicht austauschbar sind. Vorwiegend sind es Tätigkeiten im Bauhaupt- und Baunebengewerbe wie z. B. Mauern, Fliesen, Verputzen und Verlegen oder in der Logistikbranche mit Verpacken, Verladen und Palettieren. Der zugesagte Arbeitslohn ist am Ende des Tages für den Arbeitsverrichtenden nicht immer sicher.
Die Anheuerungsfahrt zum Arbeiterstrich besitzt für einige Arbeitgeber einen peinlichen Charakter; deshalb entstehen im Internet mit steigender Tendenz neue Marktforen für die Ware Arbeit (Gig Economy); und wie bei Ebay und Co. können Arbeitgeber und Arbeitssuchende unter Pseudonym bieten und steigern. Die Limits werden nur durch Angebot und Nachfrage bestimmt und unterliegen laufenden Veränderungen, die u. a. saisonal, regional oder zeitlich bedingt sind.

## Konfliktsituationen
Der deutsche Gewerkschaftsbund DGB versucht in Deutschland mit der Initiative „Mindestlohn“ die Existenzgrundlage Arbeitssuchender zu verbessern. Für Arbeitnehmer, die ein reguläres sozialversicherungspflichtiges Beschäftigungsverhältnis suchen oder besitzen, kann sich der DGB einsetzen.
Der Grundsatz der Vertragsfreiheit bei Preisverhandlungen (insbesondere bei Werkverträgen) zwischen Selbstständigen in der EU kann durch Gewerkschaftsvertreter nicht erfasst werden, so dass faktisch Arbeitsentgelte unterhalb des gesetzlichen Mindestlohns vereinbart werden (vergleiche volkswirtschaftliche Themen: Mindestlohn, Mindestpreis).
Die deutsche Rentenversicherung und die deutschen Sozialversicherungsträger besitzen für unständig Beschäftigte (nicht dauerhaft) konkrete Melde- und Versicherungspflichten bei einem berufsmäßig ausgeübten Beschäftigungsverhältnis, sowohl für den Arbeitnehmer als auch den Arbeitgeber (vgl. Publikation vom 31. Mai 2000). Dort werden unständig Beschäftigte als Arbeitnehmer definiert, „die berufsmäßige Beschäftigungen von weniger als einer Woche ausüben. Es handelt sich um Personen, die in ihrem Hauptberuf Beschäftigungen nur von sehr kurzer Dauer (weniger als eine Woche) verrichten und nach ihrem Berufsbild ohne festes Arbeitsverhältnis mal hier, mal dort, heute mit dieser, morgen mit jener Arbeit beschäftigt sind.“ Obwohl die EU-Selbstständigen auf dem Arbeiterstrich faktisch die Kriterien der Definition von unstetig Beschäftigten erfüllen, fallen ihre Schutzrechte und Versicherungspflichten. Die Vermeidung der Meldepflichten und der sozialversicherungspflichtigen Abgaben verursachen den Lohnpreisunterschied, bewirken das Phänomen Arbeiterstrich und begründen im Gegensatz zur Schwarzarbeit einen legalen (offiziösen) Arbeitsmarkt.

## Verbreitung
Bislang bekannte deutsche Städte für die Existenz eines Arbeiterstrichs sind München, Hamburg, Köln, Dortmund, Duisburg und Frankfurt. Auch in der österreichischen Bundeshauptstadt Wien sind mit dem Abschnitt stadtauswärts der Triester Straße, beginnend ab dem Südtiroler Platz, sowie dem Lerchenfelder Gürtel solche Arbeiterstriche existent.